# Jacques Alexis Thuriot
Jacques Alexis Thuriot de la Rozière, né le 1er mai 1753 à Sézanne (Marne), mort le 30 juin 1829 à Liège (Belgique), est un homme politique de la Révolution française et membre de la noblesse d'Empire.

## Biographie

### Jeunesse et début de carrière révolutionnaire
Fils d’un maître charpentier de Sézanne, Thuriot fait des études de droit et devient avocat à Reims puis à Paris.
Partisan des idées révolutionnaires, il est électeur des députés du Tiers état aux États généraux. Le 14 juillet 1789, il participe activement à la prise de la Bastille. Membre du Comité permanent de l’Hôtel de ville, il est envoyé avec Louis Éthis de Corny à la tête d'une délégation chargée de demander la reddition de la vieille forteresse, mais il échoue.
En 1790, il revient dans la Marne et est nommé juge au tribunal du district de sa ville natale.

### Mandat à la Législative
En 1791, la France devenue une monarchie constitutionnelle en application de la constitution du 3 septembre, Jacques-Alexis Thuriot est élu député du département de la Marne, le dixième et dernier, à l'Assemblée nationale législative. 
Il siège à gauche dans l'hémicycle. Dès le début de son mandat, il est reçu au club des Jacobins. En février 1792, il vote en faveur de la mise en accusation de Bertrand de Molleville, le ministre de la Marine. En avril, il vote pour que les soldats du régiment de Châteauvieux, qui se sont mutinés lors de l'affaire de Nancy, soient admis aux honneurs de la séance. En juillet, il dénonce le journal Le Logographe d'Antoine Barnave et d'Adrien Duport, « qui continuellement altère la vérité et qui nécessairement est payé pour l'altérer ». En août enfin, il vote en faveur de la mise en accusation du marquis de La Fayette. 

### Mandat à la Convention
La monarchie prend fin à l'issue de la journée du 10 août 1792, à laquelle Thuriot participe. En septembre, il est réélu député de la Marne, le deuxième sur dix, à la Convention nationale. 

#### Sous la Convention girondine
Il siège sur les bancs de la Montagne. Dès le 12 décembre 1792, il déclare qu'il « faut que le tyran porte sa tête sur l'échafaud ». Il est élu le même jour, aux côtés de Jean-Jacques-Régis Cambacérès, Pierre Dupont « de Bigorre » et Edmond Dubois-Crancé, commissaire délégué auprès de Louis XVI ; tous les quatre sont chargés de lui faire savoir qu'il peut choisir ses avocats pour assurer sa défense. Lors du procès, il vote la mort et rejette l'appel au peuple et le sursis à l'exécution. En avril 1793, il est absent lors du scrutin sur la mise en accusation de Jean-Paul Marat. Le 8 mars, Thuriot est en effet envoyé en mission aux côtés d'Étienne-Nicolas de Calon dans la section parisienne des Arcis. Le lendemain, aux côtés de Pons « de Verdun », il est envoyé en mission dans le département de la Marne et de la Meuse afin d'accélérer la levée en masse. En mai, de retour à Paris, il vote contre le rétablissement de la Commission des Douze. 

#### Sous la Convention montagnarde
Le 28 juin, Thuriot est élu président de la Convention, ses secrétaires étant Robert-Thomas Lindet, René Levasseur « de la Sarthe » et Jacques-Nicolas Billaud-Varenne. Il est élu le 10 juillet membre du Comité de Salut public, le sixième sur neuf, par 155 voix. Il quitte le Comité le 20 septembre.
Thuriot est proche de Georges Danton et de la faction des Indulgents. En brumaire an II (novembre 1793), sur la dénonciation de Jacques-René Hébert, il est exclu du club des Jacobins pour avoir pris la défense du général Custine. Lors de la chute de Robespierre, Thuriot remplace Collot d'Herbois au fauteuil de président de la Convention dans la nuit du 9 themidor. Le lendemain, il demande que le tribunal révolutionnaire applique le décret de mise hors-de-la-loi de Couthon, Augustin et Maximilien Robespierre, et Saint-Just.

#### Sous la Convention thermidorienne
Dans un premier temps, Thuriot prend part à la réaction thermidorienne. Il est réélu membre du Comité de Salut public le 13 thermidor an II (31 juillet 1794), le quatrième sur six par 298 voix, aux côtés de Pierre-Antoine Lalloy, René Eschasseriaux, Jean-Jacques Bréard, Jean-Baptiste Treilhard, et Jean-Lambert Tallien. Sur motion de Benoît-Louis Gouly, il est réintégré au club des Jacobins dont il assure la présidence en fin thermidor (mi-août).
En revanche, sur sa motion, la Convention rejette comme calomnieuse l'accusation de Laurent Lecointre contre les anciens membres des comités de l'an II. Albert Mathiez estime qu'il tient d'abord une position médiane et qu'il est partisan d'une conciliation entre thermidoriens et ceux qui revendiquent l'héritage de l'an II. 
Compromis dans l'insurrection du 12 germinal an III (1er avril 1795), Thuriot est décrété d'arrestation le 16 du même mois (le 5 avril). Il bénéficie de l'amnisitie votée lors de la séparation de la Convention. 

### Fin de carrière politique
Thuriot quitte alors la vie politique et devient commissaire du Directoire auprès des tribunaux de la Marne. Peut-être proche de Babeuf, il est inquiété dans l'affaire de la Conjuration des Égaux mais n'est finalement pas arrêté.
Toujours fidèle à ses idéaux jacobins, il est élu député au Conseil des Cinq-Cents en 1798, mais son élection est annulée lors du Coup d'État du 28 floréal an VI (11 mai 1798).

### Retour à la magistrature
Un an plus tard, grâce à l'appui de Sieyès, il est nommé suppléant auprès du tribunal criminel de la Seine. Après le Coup d'État du 18 brumaire, Thuriot est nommé juge titulaire de ce même tribunal. C'est ainsi lui qui en 1804 procède à l'interrogation de Pichegru, Moreau et Cadoudal. Durant la procédure ce dernier ne cesse de le railler, l'appelant avec mépris « Tue-Roi », par allusion à son vote régicide. Lorsqu'un jour il demande à Cadoudal ce qu'est devenu un portrait de Louis XVI autrefois en sa possession, le royaliste lui répond brutalement : « Et toi, citoyen Tue-Roi, qu'as-tu fait de l'original ? ». Thuriot rédige ensuite le rapport du procès.
L'ancien conventionnel est ensuite membre de la Commission des émigrés, puis en 1805 substitut du procureur général de la Cour de Cassation. Il obtient après quelque temps une promotion comme avocat général. Le 15 mai 1813, il est fait chevalier d'Empire par Napoléon Ier.

### Exil et fin de vie
Révoqué lors de la Première Restauration, Thuriot récupère sa charge durant les Cent-Jours. Considéré comme persona non grata après le retour de Louis XVIII sur le trône, il est banni du royaume en 1816 comme régicide.
Après avoir vendu ses biens dans la Marne, il s'exile à Liège. Il s'y installe comme avocat  et meurt en 1829, un an seulement avant les Trois Glorieuses qui lui auraient permis de retrouver la France.
Son fils Alexis-Eugène Thuriot sera député en 1849.

## Règlement d'armoiries
« D'argent, à la croix d'azur chargée en abîme d'une étoile à douze rais d'or, signe distinctif des chevaliers de l'Ordre impérial de la Réunion, cantonnée à dextre en chef d'un œil ouvert au naturel, à sénestre d'une balance de sable; en pointe, à dextre d'un coq aussi de sable, crêté et barbé de gueules, et à sénestre d'une quintefeuille de gueules. »